# Бернд Айхвурцель
Бернд Айхвурцель (нім. Bernd Eichwurzel, 25 жовтня 1964) — німецький академічний веслувальник.
Олімпійський чемпіон 1988 року в складі розпашної четвірки зі стерновим.
Чемпіон світу 1986, 1987, 1990 років у складі розпашної четвірки зі стерновим, срібний призер 1983 року в складі розпашної четвірки зі стерновим, бронзовий призер 1985 року в складі розпашної четвірки зі стерновим.